# Рођење Исуса
Рођење Исуса или рођење Христа описано је у библијским јеванђељима по Луки и Матеју. Оба јеванђеља се слажу да је Исус рођен у Витлејему у Јудеји, његова мајка Марија била је удата за Јосифа, који је био потомак краља Давида. Такође, Јосиф није Исусов биолошки отац, а његово рођење изазвано је божјом интервенцијом.
Рођење Исуса се у хришћанској традицији слави као празник Божић (католичка црква слави га 25. децембра; православна црква слави га 7. јануара) и игра велику улогу у хришћанској литургијској години. Многи католички хришћани испред и у својим кућама постављају сцене јасли као метафору Исусовог рођења или присуствују Божићним молитвама које су фокусиране на део Библије који говори о Исусовом рођењу. Разрађени прикази јаслица, названи „призори јаслица“, који садрже статуе у природној величини, традиција су у многим земљама континенталне Европе током божићне сезоне.
Скупштина западно хришћанске традиције (укључујући Католичку цркву, западно православље, англиканску заједницу и многе друге протестанте, попут Моравске цркве) почиње са посматрањем сезоне Адвенте четири недеље пре Божића. Хришћани источне Православне цркве и Оријенталне православне цркве препознају сличне сезоне, понекад их називају Адвентом, а понекад божићним постом, који почиње четрдесет дана пре Божића. Неки хришћани источног православља (Грци и Сиријци) прослављају Божић 25. децембра. Други православци (Копти, Етиопљани, Грузијци и Руси) прослављају Божић 7. јануара (по коптском календару 29. Коиак), ово је резултат рачунања времена по Јулијанском, а не Грегоријанском календару. Јерменска апостолска црква, пак, наставља првобитну древну источно хришћанску праксу да се Христово рођење слави не као засебан празник, већ истог дана када и прослава његовог крштења (Теофанија), која је 6. јануара.
Уметнички приказ јаслица важан је предмет хришћанских уметника од 4. века. Уметнички прикази јаслица од 13. века наглашавају Исусову понизност и промовишу нежнију слику о њему, велику промену у односу на рану слику „Господа и Господара“, одражавајући промене у уобичајеним приступима хришћанске пастирске службе током исте ере.

## Датум и место рођења
Јеванђеља по Матеју и Луки смештају Исусово рођење у Витлејем.Јеванђеље по Луки наводи да је Марија родила Исуса и сместила га у јасле „јер им није било места у гостионици“. Грчка реч kataluma може се превести као „гостионица“ или „гостињска соба“, а неки научници претпостављају да су Јосиф и Марија можда тражили да остану код рођака, а не у гостионици, само да би пронашли кућу пуну, након чега су прибегли у заклон собе са јаслама. Иако Матеј изричито не наводи Јосифово место порекла нити где је живео пре Исусовог рођења, извештај имплицира да је породица живела у Витлејему. Лука 1  26–27 наводи да је Марија првобитно живела у Назарету у време Благовести, пре Исусовог рођења у Витлејему.
У 2. веку Јустин Мученик изјавио је да се Исус родио у пећини изван града, док је Јаковљев протојевангелиста описао легендарно рођење у пећини у близини.Црква Рођења у граду, коју је саградила Света Јелена, садржи место са пећинским јаслама које се традиционално поштују као Исусово родно место, а које је можда првобитно било место култа бога Тамуза. У Contra Celsum 1.51, Ориген, који је од око 215. године путовао широм Палестине, писао је о „Исусовим јаслама“.
Датум рођења Исуса из Назарећанина није наведен у јеванђељима ни у било ком секуларном тексту, али већина научника претпоставља да је то датум између 6. и 4. године пре нове ере. Историјски докази су сувише двосмислени да би дозволили дефинитивно датирање, али датум је процењен на основу познатих историјских догађаја поменутих у jeванђељима по Луки 2:1 и Матеју, или посматрањем почетка Исусовог мисионарства Лука 2: 1 наводи да се Исус родио током пописа Quirinius-а 6. године нове ере, али већина научника закључила је да је то погрешно.
Као и хришћанска јеванђеља, и ислам девичанско рођење Исуса смешта у Витлејем.

## Наратив Новог завета

### Два извештаја: Матеј и Лука
Само два од четири канонска јеванђеља, по Матеју (Матеј 1  18–25) и Луки (Лука 2  1–7), поседују податке о Исусовом рођењу. Од ова два јеванђеља, само Лукино нуди детаље Исусовог рођења у Витлејему. У ова два јеванђеља дати су различити родослови (Лука 3  23–38 и Матеј 1  1–17).

#### Јеванђеље по Матеји
Марија, Исусова мајка, била је верена за Јосифа, али је затруднела кроз Свети Дух. Јосиф је намеравао да се разведе од ње, међутим, анђео му је у сну рекао да узме Марију за жену и дете именује Исус, јер ће на тај начин спасити свој народ од грехова. Када се Јосиф пробудио и учинио све као што му је у сну наложено.
Јеванђеље о новорођенчету део је пролога у Јеванђељу по Матеју (1  1–4, 16). У главном одељку 1: 1.18-4: 16 Исус је представљен као син Давида, Јосифа и Бога уз помоћ именице „син“, док Матеј у 1  2–17 уз помоћ портрета приказује право порекло Исуса Христа уз помоћ глагола „родити“.
У првом поглављу Јеванђеља по Матеју говори се о Исусовом рођењу и именовању, а на почетку 2. поглавља стоји да се Исус родио у Витлејему у време Ирода Великог. Три пророка долазе до Ирода упитавши га где ће наћи јеврејског цара, јер су видели његову звезду. Посаветовавши се високом свештеницима и учитељима, Ирод их је послао у Витлејем, где су му се поклонили детету и даривали га. Кад су се растали од пророка, у сну се појавио анђео и упозорио га да узме дете и мајку и побегне у Египат, јер је Ирод намеравао да га убије. Света породица остала је у Египту све док Ирод није преминуо, када их је Јосиф одвео у Назарет у Галилеји из страха од Иродовог сина који је сада владао у Јерусалиму.

#### Лукино јеванђеље
У доба када је Ирод био цар Јудеје, Бог је послао анђела Гаврила у Назарет у Галилеји да најави девици по имену Марија, која је верена за Јосифа, да ће родити дете и дати му име Исус, он ће бити син Божји и владаће Израелом заувек. Када се приближило време Исусовог рођења, Цезар Август је заповедио попис Римљана, а Јосиф је одвео Марију у Витлејем, древни Давидов град, с обзиром да је и сам потицао из те породице. То је разлог Исусовог рођења у Витлејему; а пошто није било места у граду, дете је положено у јасле, док су анђели објавили његово рођење групи пастира који су га обожавали као Месију и Господа. У складу са јеврејским законом, његови родитељи су представили дете Исус у храму у Јерусалиму, где су двоје људи, Симеон и Ана Пророчица, захвалили Богу како би му послао спасење. Јосиф и Марија су се потом вратили у Назарет. Тамо је „дете расло и ојачало и испунило се мудрошћу, и благодат Божија била је на њему“. Његови родитељи су сваке године одлазили у Јерусалим да прославе Пашу, а када је Исус имао дванаест година, нашли су га у Храму како слуша учитеље и поставља питања тако да су „сви који су га чули били запањени“. Мајка му је замерила што им је изазвао непријатност, јер његова породица није знала где је, на шта је он одговорио да је у кући свог оца. „Затим је сишао с њима у Назарет и био им је послушан, али његова мајка је све то чувала у свом срцу, а Исус је растао у мудрости и стасу и наклоности Богу и човеку“.

## Тематика и аналогија

### Тематска анализа
Хелмут Коестер пише да док је Јеванђеље по Матеју настало у јеврејском окружењу, Лукино је направљена по узору на апел грчко-римском свету. Прецизније, према Коестеру, док су Јевреји у Исусово доба на пастире гледали у негативном контексту, у грчко-римској култури су их доживљавали као „симболе златног доба када су богови и људи живели у миру, а природа била у хармонији“. Ц. Т. Рудик Јуниор пише да су Лукине приповетке о рођењу Исуса и Јована рађене по узору на одломке из Књиге постанка (поглавља 27–43). С обзиром на то, Лукин наратив приказује Исуса као спаситеља за све људе, водећи родословље све до Адама, демонстрирајући његову заједничку човечност, а такође и за ниске околности његовог рођења. Лука, пишући за незнабожачку публику, приказује новорођенче Исуса као спаситеља незнабожаца као и Јевреја. Матеј користи цитате из јеврејских списа, сцене које подсећају на Мојсијев живот и нумерички образац у свом родословљу да би идентификовао Исуса као сина Давида, Аврама и Бога. Лукин прелудиј је много дужи, наглашавајући старост Светог Духа и долазак спаситеља за све људе, и Јевреје и незнабошце.
Мејнстрим научници тумаче Јеванђеље по Матеји као приказивање Исуса као новог Мојсија са родословом који сеже до Абрахама, док Улрих Луз Матејево целокупно приказивање Исуса посматра као новог Мојсија и Мојсијеву инверзију, а не само као препричавање Мојсијеве приче. Луз такође истиче да је у приповеци о масакру још једном наведен цитат о испуњењу: Рахела, мајка предака Израела, која плаче за својом мртвом децом (Матеј 2:18)
Научници који тумаче Матеја као бацање Исуса у улогу другог Мојсија тврде да је, попут Мојсија, и новорођенче Исус спашено од убице тиранина; и бежи из земље свог рођења у немогућности да се врати кап спаситељ свог народа, док његов прогонитељ не умре. У овом погледу, извештај из Матејевог јеванђеља заснован је на ранијој приповеци направљеној по узору на традиције о Мојсијевом рођењу. Пророци објављује Фараону Мојсијево рођење; детету се прети и оно се спасава; мушку израелску децу на сличан начин убија зли краљ.
Према Улриху Лузу, почетак Матејеве приповетке сличан је ранијим библијским причама, нпр. Благовести о Исусовом рођењу (Матеј 1  18–25) подсећају на библијске извештаје о рођењу Исмаила (Постање 16: 11, Постанак 17), Исак (Постанак 21: 1) и Самсон (Судије 13: 3, Судије 13: 5) и подсећа на хагадске традиције Мојсијевог рођења. Ипак, по Лузовом мишљењу, контуре се, чини се, делимично необично преклапајућим и инвертним: „Египат, некадашња земља сузбијања, постаје уточиште и краљ Израела је тај који сада преузима улогу фараона. Ипак Матеј не препричава пуко Мојсијеву причу. Уместо тога, Исусова прича је заиста нова прича: Исус је истовремено и нови Мојсије и његова инверзија“.

### Паралеле Старог завета
Научници су расправљали о томе да ли се у Јеванђељу по Матеју у деловима 1:22 и 2:23 позивају на одређене старозаветне одељке. Документи из четвртог века, као што је Codex Sinaiticus, не помињу пророка Исаију у изјави из Матеја 1:22: „Све се ово догодило да би се испунило оно што је Господ рекао преко пророка“, али неке копије Матеја из 5-6. века, попут Codex Bezae, гласе „Исаије пророка“. Изјава у Матеју 1:23 „Ево, девица ће бити трудна“ користи грчки израз parthenos („девица“) као у Septuagint Isaiah, док Књига о Исаији 7:14 користи хебрејски алмах, што може значити „девојка„ „ млада жена“ или „девица“.
Изјава у Матеју 2:23 „зваће се Назарећанин“ не помиње конкретан одломак Старог завета, а постоји вишеструка научна тумачења на шта то може да се односи. Барбара Аланд и други научници сматрају грчки „Ναζωραιος“ (Nazoréos) који се користи за Назарећанке и несигурне је етимологије и значења, али М. Ј. Ј. Менкен наводи да је то демоним који се односи на „становника Назарета“. Менкен такође наводи да се то можда односи на судије 13: 5, 7. Гари Смит наводи да реч назирит може означавати и онога који је посвећен Богу, тј. Подвижника; или се може позивати на Исаију 11: 1. Оксфордски библијски коментар наводи да се можда ради о игри речи о употреби „назирита“, „Светог Бога“ у Исаији 4: 3, да би се Исус идентификовао са назарећанима, јеврејском сектом, која се од ферсеја разликовала само у сматрању Исуса Месијом. Швајцарски теолог Улрих Луз, који је утврдио локацију Матејеве заједнице у Сирији, приметио је да су се и сиријски хришћани називали назаренима.

## Хришћанска теологија
Теолошки значај Исусовог рођења био је кључни елемент у хришћанским учењима, од раних црквених отаца до теолога 20. века.О теолошким питањима се расправљало још за време апостола Павла, али су се ове расправе наставиле и временом довеле до христолошких и маријолошких правца у хришћанству, што је довело до раних раскола у Цркви у 5. веку.

### Рођење новог човека
Он је слика невидљивог Бога, прворођеног целог створења. Јер њиме је створено све на небу и на земљи, видљиво и невидљиво. 
Colossians: 15–16 Исусово рођење је узор за све створење.
Апостол Павле је на Исусово рођење гледао као на догађај космичког значаја, који је изнедрио „новог човека“ који је поправио штету насталу падом првог човека Адама. Баш као што јохански поглед на Исуса као оваплоћеног Логоса проглашава универзалну важност његовог рођења, павлинска перспектива наглашава рођење новог човека и новог света у Исусовом рођењу. За разлику од Адама, нови човек рођен у Исусу покорава се Богу и уводи у свет морала и спасења, о томе говори Павлов есхатолошки поглед на Исусово рођење.
У павлинском погледу, Адам је постављен као први човек, а Исус као други: Адам је, искваривши се својом непослушношћу, такође заразио човечанство и оставио му клетву као наследство. Исусово рођење, с друге стране, уравнотежило је пад Адама, доносећи искупљење и санирајући штету коју је нанео Адам.
У патристичкој теологији, Павлово супротстављање Исуса као новог човека наспрам Адама пружило је оквир за расправу о јединствености Исусова рођења и догађајима који су уследили из његовог живота. Исусово рођење је тако почело да служи као полазна основа за „космичку христологију“ у којој Исусово рођење, живот и васкрсење имају универзалне импликације. Концепт Исуса као „новог човека“ понавља се у циклусу рођења и поновног рођења Исуса, од његовог рођења до његовог Васкрсења: кроз његово рођење, његову моралност и послушност Оцу, Исус је започео нову хармонију у односу између Бога Отац и човек. Исусово рођење и васкрсење створило је тако аутора и пример новог човечанства.

У другом веку, црквени отац Иринеј пише:
„Када се оваплотио и постао човеком, започео је изнова дугачки низ људи и пружио нам је, на кратак, свеобухватан начин, спасење; тако да оно што смо изгубили у Адаму - наиме да будемо по лику и прилици Божјој - да се опоравимо у Христу Исусу “.
Иринеј је такође био један од раних теолога који је користио аналогију „други Адам и друга Ева“. Сматрао је да је Девица Марија „друга Ева“ и написао да је Девица Марија „развезала чвор греха који је завезала девица Ева“ и да је, баш као што је Ева напала Адама да не послуша Бога, Марија поставила пут послушности за другог Адама (тј. Исуса) од Благовести на Калварију како би Исус могао да донесе спасење, поништавајући Адамову штету.
У 4. веку је ова јединственост околности повезаних са Рођењем Исусовим и њихова интеракција са мистеријом оваплоћења постала централни елемент и у теологији и у химни светог Ефрема Сирина. За њега је јединственост Рођења Исусова била допуњена знаком Величанства Створитеља кроз способност моћног Бога да уђе у свет као мало новорођенче. 
У средњем веку рођење Исуса као другог Адама постало је виђено у контексту Felix culpa (тј. Срећног пада) Светог Августина и било је испреплетено са популарним учењима о паду благодати Адама и Еве. Августину је била блиска изјава Светог Ђорђа Ниског о Христовом рођењу, па ју је цитирао чак пет пута: „Почастите Рођење, којим сте се ослободили веза земаљског рођења“. Такође је волео је да цитира и: „Као што смо у Адаму сви умрли, тако ћемо и у Христу сви оживети“.
Теологија је устрајала у протестантској реформацији, а други Адам био је један од шест начина помирења о којима је расправљао Жан Калвин. У 20. веку водећи теолог Карл Барт наставио је исту линију расуђивања и Рођење Исусово посматрао као рођење новог човека који је наследио Адама. У Бартовој теологији, за разлику од Адама, Исус је деловао као послушни Син у испуњењу божанске воље и зато је био слободан од греха и отуда је могао открити праведност Бога Оца и донети спасење.

### Христологија
Исусово рођење утицало је на христолошка питања о Христовој личности од најранијих дана хришћанства. Лукина христологија усредсређена је на дијалектику двоструких природа земаљске и небеске манифестације постојања Христа, док се Матејева христологија фокусира на Исусову мисију и његову улогу спаситеља.
Веровање у Исусово божанско порекло доводи до питања: „да ли је Исус био човек који је рођен од жене или је Бог рођен од жене?“ Широк спектар хипотеза и веровања у вези са природом Исусовог рођења представљен је у прва четири века хришћанства. Неке од расправа придавале су Девици Марији статус Theotokos (Богородице) и са тим почеле су да илуструју утицај мариологије на христологију. Нека од ових гледишта на крају су проглашена јересима, друга су довела до раскола и формирања нових огранака Цркве.
Акценат на спасењу у јеванђељу по Матеји (1:21) утицао је касније на теолошка питања и оданости Светом Исусовом имену.Матеј у јеванђељу (1:23) пружа једини кључ за христологију Емануела у Новом завету. Почев од 1:23, Матеј показује јасан интерес да идентификује Исуса као „Бога с нама“ и да касније развије Емануелову карактеризацију Исуса у кључним тачкама остатка свог Јеванђеља. Име Емануел се не појављује нигде другде у Новом завету, али Матеј га надограђује у Матеју 28:20 („Ја сам с вама вазда, све до свршетка света“) да укаже да ће Исус бити са својим верницима до краја времена Према Улрицху Лузу, мотив Емануел заузима цело Матејево јеванђеље између 1:23 и 28:20, појављујући се експлицитно и имплицитно у неколико других одломака.
У 4. и 5. веку је сазван већи број васељенских сабора који су се бавили овим питањима. Савет у Ефесу расправљао је о ипостаси (супостојеће природе) насупрот монофизитизму (само једна природа) насупрот мијафизитизму (две природе уједињене као једна) наспрам несторијанизму (раздруживање две природе). 451. Халкидонски сабор  био је изузетно утицајан и означио је кључну прекретницу у христолошким расправама које су поделиле цркву Источног римског царства у 5. веку. У Халкидону је одређена ипостасна заједница која је тврдила да је Исус уједно и у потпуности бог и у потпуности човек, чинећи овај део вере православног хришћанства.
У 5. веку, водећи црквени отац папа Лав пети користио је рођење као кључни елемент своје теологије. Лав је одржао 10 беседа о рођењу, а 7 их је сачувано. Она 25. децембра 451. године показује своју забринутост да повећа важност празника Рођења и заједно са њим нагласи две Христове природе у одбрану христолошке доктрине ипостасног сједињења. Лав је често користио своје проповеди рођења као повод за напад на супротна гледишта, без именовања опозиције. Тако је искористио прилику да празником Рођења утврди границе онога што би се могло сматрати јереси у вези са рођењем и природом Христа.
У 13. веку свети Тома Аквински позвао се на христолошко приписивање Христовог рођења: Треба ли ту реч приписати личности или само претпостављеној људској природи те особе. Аквински је обрађивао рођење у 8 засебних чланака у Summa Theologica, од којих је сваки постављао засебно питање. „Да ли се Рођење односи на природу, а не на личност?“ „Да ли привремено Рођење треба приписати Христу?“ „Да ли би се Пресвета Дева требала звати Христовом Мајком?“ „Да ли би се Пресвета Дева требала називати Богородицом?“ „Постоје ли два рођења у Христу?“ Итд. Да би се позабавио овим питањем, Аквински прави разлику између рођене особе и природе у којој се рођење одвија. Аквински је тако решио питање тврдећи да у ипостасном сједињењу Христос има две природе, једну примљену од Оца која је вечна, а другу од своје мајке која је ограничена временом. Овај приступ је такође решио мариолошки проблем Марије која је добила титулу Богородице, јер је она у овом сценарију „Мајка Божја“.
Током реформације, Џон Калвин је тврдио да Исус није био благословен да буде „Бог који се манифестује као Оваплоћени“ (Deus manifestatus in carne) само захваљујући свом Девичанском рођењу, већ деловањем Светог Духа у тренутку његовог рођења. Тако је Калвин тврдио да је Исус био изузет од првобитног греха јер је био освећен у тренутку рођења тако да његово поколење није имало мане; као што је поколење пре пада Адама било беспрекорно.

## Утицај на хришћанство

### Божић, Божићни пост нашег Господа
Хришћанске цркве на Божић славе Рођење Исусово; западне хришћанске цркве обележавају га 25. децембра, док га многе источно хришћанске цркве обележавају 7. јануара. Ово није неслагање око датума Божића као таквог, већ пре у преференцији календара који треба користити за одређивање дана 25. децембра. На Сабору у Торусу 567. године, Црква је, са жељом да буде универзална, „прогласила дванаест дана између Божића и Богојављења једним уједињеним свечаним циклусом“, дајући тако значај и западном и источном датуму Божића. Обичаји божићне сезоне укључују прављење адвентског дневног девоцијског и адвентског венца, певање коледа, даривање поклона, гледање представа о Христовом рођењу, присуствовање црквеним службама, и једење посебне хране, попут божићног колача. У многим земљама, попут Шведске, људи почињу постављати своје украсе првог дана периода Адвенте. У неким парохијама то се ради литургијски кроз церемонију качења зеленила.

### Историја празника и литургијски елементи
У 1. и 2. веку Господњи дан (недеља) био је најранија хришћанска прослава и обухватао је бројне теолошке мотиве. У 2. веку, Исусово васкрсење постало је засебан празник, као Васкрс, у истом веку, Богојављење је почело да се слави у источним црквама 6. јануара. Прослава празника Пророка 6. јануара може се односити на предхришћанско славље благослова Нила у Египту, 5. јануара, али ово није историјски поткрепљено. Празник Рођења, који се касније претворио у Божић, је празник из 4. века, западне цркве, посебно Рима и северне Африке, иако није познато где и када је први пут прослављен.
Најранији извор који наводи 25. децембра као датум рођења Исуса био је Хиполит из Рима (170–236). Написан је врло рано у 3. веку, заснован на претпоставци да се Исусово зачеће догодило у пролећној равнодневници коју је он ставио на 25. марта, а затим је додато девет месеци. Постоје историјски докази да су средином 4. века источне хришћанске цркве славиле рођење и крштење Исусово истог дана, 6. јануара, док су оне на западу празник Рођења славиле 25. децембра; као и да су до последње четвртине 4. века календари обе цркве укључивали оба празника. Најранији помињање празника Крштења Исусовог, 6. јануара, било је током 2. века, а потиче од Климента Александријског. Међутим таква гозба се више не помиње до 361. године када је цар Јулијан присуствовао гозби 6. јануара.
Хронографија 354 осветљених рукописа састављена у Риму укључује једну рану референцу на прославу празника Рођења. У беседи одржаној у Антиохији 25. децембра 386. године, свети Јован Златоусти пружа конкретне податке о тамошњој гозби, наводећи да је гозба, тада, постојала већ око 10 година. Око 385. године празник Исусовог рођење разликовао се од празника Крштења, одржаван је 25. децембра у Цариграду, Ниси и Амасеји. У проповеди 386. године, Григорије Ниски је празник Рођења повезао са празником мучеништва Светог Стефана, који се прослављао дан касније. До 390. године тај дан ће бити прослављан и у Иконију.
Папа Лав Први установио је празник „Мистерија оваплоћења“ у 5. веку, заправо као први формални празник за Рођење Исусово. Онда је папа Сикст трећи успоставио праксу поноћне мисе непосредно пред тај празник. У 6. веку цар Јустинијан је Божић прогласио правим празником.
У 14. и 15. веку, теолошки значај Рођења Исусовог био је беседама личности као што је Јан Герсон, које су наглашавале љупку природу Исуса као детета. У његовим проповедима Герсон је нагласио Исусову љупку природу у данима након његовог рођења, као и његов космички план за спасење човечанства.
Са почетком 20. века Божић је постао „културни потпис“ хришћанства, а заправо и западне културе, чак и у земљама као што су Сједињене Државе које званично нису религијозне. Са почетком 21. века ове земље су почеле да обраћају више пажње на осетљивост нехришћана током свечаности на крају календарске године.

### Трансформација слике Исуса
Рани хришћани су на Исуса гледали као на „Господа“, а реч Kyrios појављује се више од 700 пута у Новом завету, алудирајући на њега. Употреба ове речи у Септуагинској Библији такође је приписала Исусу старозаветне атрибуте свемогућег Бога. Употреба овог израза, а тиме и господства Исусовог, датира још пре павлинске посланице, али ју је свети Павле проширио и детаљно разрадио ту тему.
Павлови списи су међу раним хришћанима установили Христову слику и Исусове атрибуте који не само да се односе на његову есхатолошку победу, већ и на њега као „божанску слику“ (грчки εικων - eikōn) у чијем лицу блиста слава Божја. Ова слика је постојала међу хришћанима као преовлађујућа перцепција Исуса током векова. Боље од било ког другог имена, Kyrios је дефинисао однос између Исуса и оних који су веровали у њега као Христа: Исус је био њихов Господ и Учитељ коме је требало служити свим срцем и који ће једног дана судити о њиховим поступцима током живота.
Атрибути господства повезани са сликом Исуса као Христа, такође су подразумевали и његову моћ над свим створењима.  Павле се осврнуо на то и образложио да је коначно Исусово господство припремљено од самог почетка, почев од постојања и Рођења, а базирано на његовој послушности као Божје слике. Временом, на основу утицаја Анселма из Кантербурија, Бернарда из Клаирваукса и других слика Исуса као Христа почела је да се допуњава „нежнијом Исусовом сликом“, а фрањевачки приступ народној побожности био је кључан за успостављање ове слике. 
13. век је био сведок велике прекретнице у развоју нове „нежне Исусове слике“ у хришћанству, пошто су фрањевци почели да истичу Исусову понизност и при његовом рођењу и након његове смрти. Изградња сцене Исуса у јаслама, коју је урадио свети Фрањо Асишки, била је од кључне важности за приказивање мекше Исусове слике, која је била у супротности са моћном и блиставом сликом на Преображењу, и нагласио је како је Бог кренуо смерним путем до свог рођења. Док је Црна смрт беснела у средњовековној Европи, два бедна реда фрањеваца и доминиканаца помогла су верницима да се носе са трагедијама. Један од елемената фрањевачког приступа био је нагласак на Исусовој понизности и сиромаштву његовог рођења: слика Божја била је слика Исуса, не строгог и кажњавајућег Бога, али он је био понизан при рођењу и жртвован смрћу. Концепт да ће свемогући Створитељ одвојити сву моћ да би љубављу освојио људска срца и да би био беспомоћно смештен у јасле био је тако диван и дирљив за вернике као и жртва умирања на крсту у Калварији.
Тако су се до 13. века нежне радости Исусовог рођења додале агонији његовог Распећа и уведен је читав нови низ одобрених верских осећања, са широким културним утицајима током предстојећих векова. Фрањевци су се приближили оба краја овог спектра осећања. С једне стране представљање јаслица подстакло је нежну Исусову слику, док је с друге стране сам Фрањо Асишки био дубоко везан за Исусове патње на Крсту и за њега се говорило да је добио стигме као израз те љубав. Двострука природа фрањевачке побожности заснована на радости Рођења и жртви на Голготи имала је дубоку привлачност међу становницима градова, а док су фрањевци путовали, ове емоције су се шириле широм света, трансформишући слику Исуса као Христа у нежнију, љупкију и саосећајнију. Ове традиције нису остале ограничене на Европу и убрзо су се прошириле и на друге делове света као што су Латинска Америка, Филипини и Сједињене Државе.
Према надбискупу Рован Вилиамсу, ова трансформација, праћена ширењем нежне слике Исуса на сликама Богородице и Детета, имала је важан утицај у хришћанској служби, омогућавајући хришћанима да осете живо Исусово присуство као љупке фигуру „која је увек ту да прихвати и негује оне који му се обраћају за помоћ“.

## Химне, уметност, музика

### Песме које се појављују у Јеванђељу по Луки
Лукин текст о Рођењу родио је четири позната кантикла: Benedictus и Magnificat у првом поглављу и Gloria in Excelsis и Nunc dimittis у другом поглављу. Ови „јеванђељски кантикли“ сада су саставни део хришћанске литургијске традиције. Паралелна структура у Јеванђељу по Луки у вези са рођењем Јована Крститеља и Исуса, протеже се на три кантикла Benedictus (Песма о Захарији), Nunc dimittis и Magnificat.
Magnificat у Луки 1  46–55, говори Марија и он је једна од осам најстаријих хришћанских химни, можда најранија маријанска химна. Benedictus у Луки 1  68–79, говори Захарија, док Nunc dimittis у Луки 2  29–32 говори Симеон. Традиционална Gloria in Excelsis дужа је од уводне строфе представљене у Луки 2:14 и често се назива „Песмом анђела“ с обзиром на то да су је анђели изговарали у Благовештењу пастирима.
Ова три кантикла Benedictus, Magnificat и Nunc dimittis, ако не потичу од самог Луке, можда имају своје корене у најранијим хришћанским литургијским службама у Јерусалиму, али њихово тачно порекло остаје непознато.

### Визуелне уметности
Једна од највидљивијих традиција током божићне сезоне је приказивање јаслица, обично у облику статуа или фигурица, у приватним кућама, предузећима и црквама, било унутар или изван зграде. Ова традиција се обично приписује светом Фрањи Асишком, за кога је написано да је створио такав приказ у Италији, 1223. године, ово помиње Свети Бонавентура у свом делу о животу светог Фрање Асишког написаном око 1260. године.
Пре него што се развила традиција сцене јаслица, постојале су слике које су приказивале ту тему. Најранији уметнички прикази рођења били су у катакомбама и на саркофазима у Риму. Као посетиоци незнабожаца, Пророци су били популарни у овим сценама, представљајући значај доласка Месије за све народе. Волови и магарци такође су узети да симболизују Јевреје и незнабошце, а остали су стални од најранијих приказа. Марија је убрзо стављена на престо док су Пророци били у посети.
Прикази Рођења су убрзо постали нормална компонента циклуса у уметности који илуструју и Христов и Девичин живот. Слике Јаслица такође носе поруку искупљења: Божје сједињење са материјом чини мистерију оваплоћења, прекретницу у хришћанској перспективи спасења.
У источној цркви иконе Рођења често одговарају одређеним химнама Марији, нпр.: „Дева данас доноси Трансубстанцијално, а земља пружа пећину Неприступачном.“ У многим источњачким иконама Рођења (често праћене одговарајућим химнама) истичу се два основна елемента. Први догађај приказује мистерију оваплоћења као темељ хришћанске вере, а комбиновану природу Христа као божанску и људску. Други, догађај повезује са природним животом света и његовим последицама по човечанство.

### Химне, музика и наступи
Попут Јевреја из 1. века, рани хришћани су одбацивали употребу музичких инструмената у верским церемонијама и уместо тога ослањали су се на појања и обичне песме што је довело до употребе израза a cappella (у капели) за ове песме.
Једна од најранијих хвалоспева била је Veni redemptor gentium коју је свети Амброзије у Милану саставио у 4. веку. До почетка 5. века, шпански песник Прудентије написао је „Из Очевог срца“ где се девета строфа фокусирала на Рођење Исусово и приказивала Исуса као творца универзума. У 5. веку галски песник Седулиус је саставио „Из земаља које виде како излази Сунце“ у којој је приказана понизност Исусова рођења. Magnificat, једна од осам најстаријих хришћанских химни и можда најранија маријанска химна, заснива се на Благовештењу.
Свети Роман Мелодичар сањао је Девицу Марију ноћ уочи празника Рођења, а када се сутрадан ујутро пробудио, саставио је своју прву химну „На Рођење“ и наставио да саставља химне (неколико стотина) до краја свог живота. Објаве Рођења, које се данас називају представе Рођења, биле су део химни тропара у литургијским обредима Византијске Цркве, још од светог Софронија у 7. веку. До 13. века фрањевци су подстакли снажну традицију популарних божићних песама на матерњем језику. Божићне песме на енглеском први пут се појављују у делу Џона Авдлаја, шропсхирског капелана, који наводи двадесет и пет „Божићних песама“. Највећа музичка дела о Христу у којима он не говори су о Рођењу. О Исусовом рођењу постоји мноштво литургијске музике, као и мноштво паралитургијских текстова, коледарских песама и народне музике. Божићне песме су почеле да се посматрају као културолошки потпис Исусовог Рођења.
Већина музичких казивања о Рођењу није библијска и настала је тек у време када је црквена музика певана у операма, у 17. веку. Али након тога настала је бујица нове музике, нпр. Хеинрих Шутц из 1660. године, Марк-Антоине Карпентиер (поноћна миса, пасторали, ораторијум, инструментална музика, 11 поставки), Божићне приче и Баховог божићног ораторија у 18. веку. И Лисзов Христос, Берлиозов L’Enfance du Christ (1850), Божићни ораторијум Камиле Саинт-Саенс (1858) итд. Класичну песму Џона Милтона из 1629. Ода на јутро Христовог рођења 190. употребио је Џон Мекин.

## Историјска анализа

### Традиционалне перспективе
Према хришћанском фундаментализму, ова два извештаја су историјски тачна и не противрече једна другом, са сличностима као што су родно место Витлејем и девичанско рођење. Џорџ Килпатрик и Мајкл Патела наводе да поређење порођаја о рођењу Луке и Матеја показују заједничке елементе у погледу рођења девице, рођења у Витлејему и васпитања у Назарету, и да иако постоје разлике у извештајима о рођењу код Луке и Матја, општи наратив може се створити комбиновањем два. Бројни библијски научници покушали су да покажу како се текст из обе приповести може испреплетати као јеванђелска хармонија да би се створио један наратив који започиње путовањем од Назарета до Витлејема, где се Исус родио, пратећи путовање у Египат, и завршавајући се повратком у Назарет.
Ни Лука ни Матеј не тврде да су њихови наводи о времену Исусовог рођења засновани на директном сведочењу. Рејмонд Е. Браун је 1973. године сугерисао да је Јосиф извор Матејевих извештаја и Марија Лукиних, али модерни научници то сматрају „крајње невероватним“, с обзиром на то да се прича појавила тако касно.
Римокатолички научници, као што су Џон Л. Макензи, Рејмонд Е. Браун и Данијел Ј. Харингтон, изражавају став да се због оскудице древних записа, бројна питања у вези са историчношћу неких епизода Христовог рођења у јаслама никада не могу у потпуности утврдити и да је важнији задатак одлучивање шта је његово рођење значило за ранохришћанске заједнице.

### Критичка анализа
Многи савремени научници сматрају да су наративи о Исусовом рођењу неисторијски, јер су преплетени са теологијом и износе два различита извештаја. На пример, они указују на Матејев извештај о појављивању анђела Јосифу у сну; мудраци са Истока; масакр невиних; и одлазак у Египат, који се не појављују код Луке, који уместо тога описује појаву анђела Марији; римски попис; рођење у јаслама; и хор анђела.
Већина савремених научника прихвата марканску приоритетну хипотезу, да су записи Луке и Матеја засновани на Марковом јеванђељу, али да наративи о рођењу потичу из независних извора јеванђелиста, познатих као М извор за Матеја и Л извор за Луку, који су били додати касније.
Научници сматрају да извештаји у Луки и Матеју објашњавају рођење у Витлејему на различите начине, дајући Исусову одвојене генеологије, које вероватно нису историјске. Док Геза Вермес и Е. П. Сандерс одбацfују те извештаје као побожну фикцију, Рејмонд Е. Браун их сматра изграђеним на основу историјских традиција које су претходиле Јеванђељима. Према Брауну, међу научницима не постоји јединствен договор о историчности извештаја, нпр. већина научника који одбацују историчност рођења у Витлејему залажу се за рођење у Назарету, неколицина сугерише Капернаум, а други претпостављају локације чак до Хоразина. Брус Чилтон и археолог Авирам Осри сматрају да је место рођења у Витлејему Галилејском, месту које се налази 11км од Назарета, а на ком су ископани остаци из времена Ирода Великог. Арманд П. Тареч наводи да Чилтонова хипотеза нема подршку ни у јеврејским ни у хришћанским изворима, иако Чилтон изгледа озбиљно схвата изјаву из Луке 2: 4 да се и Јосиф попео из Галилеје, из града Назарета, у Јудеју, у град Давидов, који се зове Витлејем.
Сандерс сматра да је попис становништва из Лукиног јеванђеља, за који се свако вратио у своју прадомовину, историјски непоузданим, јер је то било супротно римској пракси; они не би протерали све из својих домова и фарми у Царству натеравши их да се врате у градове својих предака. Штавише, људи тада нису били у могућности да пронађу сопствене лозе 42 генерације уназад.
Многи научници причу о јаслама по Луки и Матеју не виде као историјске чињенице.Многи сматрају да је расправа о историчности секундарна, с обзиром на то да су јеванђеља првенствено писана као теолошки документи, а не као хронолошки временски оквири.
На пример, Матеј обраћа много више пажње на име детета и његове теолошке импликације него на стварни догађај рођења. Према Карлу Рајнеру, јеванђелисти показују мало интересовања за синхронизацију епизода рођења или уопште следа догађаја Исусовог живота са секуларном историјом тог доба. Као резултат, савремени научници не користе већи део приповедака о Исусовом рођењу за историјске информације. Ипак, сматра се да садрже неке корисне биографске податке: Исус који се родио пред крај Иродове владавине и његов отац који се звао Јосиф сматрају се историјским личностима.